# Maurice Couve de Murville
Maurice Couve de Murville, född 27 januari 1907 i Reims, död 24 december 1999 i Paris, var en fransk politiker och ambassadör.
Maurice Couve de Murville var en av motståndarna till Vichyregimen under andra världskriget och han anslöt sig 1943 till general Charles de Gaulles anhängare. Efter andra världskriget påbörjade han en karriär som ambassadör. Han var Frankrikes ambassadör i Kairo 1950-1954, Natoambassadör 1954, ambassadör i Washington, D.C. 1955-1956 och i Bonn 1956-1958. När sedan Charles de Gaulle återkom till makten i Frankrike 1958 återvände även de Murville. Han var Frankrikes utrikesminister 1958-1968, finansminister 1968, och premiärminister 1968-1969, under president Charles de Gaulle. Senare har han även varit borgmästare i Paris.